# Edward W. Townsend
Edward Waterman Townsend (ur. 10 lutego 1855 w Cleveland, zm. 15 marca 1942 w Nowym Jorku) – amerykański polityk, członek Partii Demokratycznej.

## Działalność polityczna
W okresie od 4 marca 1911 do 3 marca 1913 przez jedną kadencję był przedstawicielem 7. okręgu, a następnie do 3 marca 1915 przez jedną kadencję przedstawicielem 10. okręgu wyborczego w stanie New Jersey w Izbie Reprezentantów Stanów Zjednoczonych.